# Xylotrechus trimaculatus
Xylotrechus trimaculatus là một loài bọ cánh cứng trong họ Cerambycidae.